# Boje o Liptovský Mikuláš
Boje o Liptovský Mikuláš byly sérií vojenských střetnutí mezi 1. československým armádním sborem a Rudou armádou na straně jedné proti německým a maďarským jednotkám na straně druhé, které se uskutečnily během dvou měsíců v roce 1945, které byly pro čs. vojáky druhé nejkrvavější po bitvě o Dukelský průsmyk.
Po ukončení Karpatsko-dukelské operace, při níž se sovětští a českoslovenští vojáci probili přes Dukelský průsmyk, došlo k pronásledování ustupujících německých jednotek. Dne 22. ledna 1945 se rozpoutaly těžké boje na Branisku, které trvaly tři dny. Československé a sovětské jednotky pronikly na Spiš a do Vysokých Tater. Po bojích u Važce a Východné postoupil 1. československý armádní sbor 30. ledna až do Liptovského Hrádku, který den předtím obsadila partyzánská brigáda Milana Rastislava Štefánika. Zde se však fronta zastavila jednak z důvodu silné obrany, jednak z důvodu, že sovětské velení zamýšlelo vést hlavní úder do prostoru Čech a Moravy přes Ostravu Moravskou bránou. Na Ostravskou operaci byly převedeny i československé tankové a letecké jednotky. V prostoru Spiše tak zůstala pouze pěchota a dělostřelectvo.
Směrem dalšího postupu byl Liptovský Mikuláš. Toto město, sevřené ze severu Vysokými a z jihu Nízkými Tatrami, se však pro postupující jednotky stalo smrtelnou pastí. Němci vybudovali do hloubky členěnou obranu, jejich výhoda spočívala i v množství pozorovatelen v horách, odkud měli útočící sovětské a československé jednotky jako na dlani. 3. února se českoslovenští vojáci pokoušeli prolomit německou obranu, ale marně. V boji o Smrečany byl navíc vážně raněn generál Karel Klapálek. Další útoky byly podniknuty 6. a 13. února. Přes silnou přípravu sovětského dělostřelectva a kaťuší byl však neúspěšný. Boje podpořili i slovenští partyzáni, kteří se pokoušeli napadat německý týl. Wehrmacht však proti nim nasadil poměrně silné jednotky a vytlačil je zpátky do hor. Dne 3. března zaútočily 1. československý armádní sbor a 24. střelecká divize Rudé armády po půlhodinové dělostřelecké přípravě na Liptovský Mikuláš. Českoslovenští vojáci dosáhli jen několika dílčích úspěchů, 24. střelecké divizi se podařilo probít do Liptovského Mikuláše. Němci se však nevzdávali a pokoušeli se město dobýt zpět. Od 3. do 11. března podnikli 64 útoků. Mezitím došlo ke střídání útočících sovětských i čs. vojáků. Čs. vojska byla doplněna o nové prapory, avšak většinu jejich členů tvořili zmobilizovaní záložníci z východního Slovenska, kterým chyběl potřebný výcvik i motivace k boji. Nevýhodou sovětských a čs. jednotek bylo, že německé a maďarské jednotky měly město obklíčené prakticky ze tří stran, přičemž je odstřelovaly dělostřelectvem a minomety. 10. března se podařilo Němcům dostat do předměstí Liptovského Mikuláše, který za těžkých bojů následující den dobyli.
Příprava nové ofenzívy trvala do 20. března, kdy došlo k novému útoku. V ten den však přišla obleva, která rozbahnila terén, ve kterém uvízla sovětská samohybná i tažená děla. Útočícím vojskům se nepodařilo zabezpečit některé body a ofenzíva se změnila v řadu pozičních bojů, ve kterých se útoky střídaly s protiútoky. Sovětským a čs. jednotkám chyběla podpora tanků i letectva. Tento stav neustálých bojů trval prakticky až do 3. dubna. V noci na 4. dubna se ozvaly z města mohutné detonace a Němci město opustili. Hrozilo jim totiž obklíčení ze severu, odkud postupoval údolím Oravy na jih sovětský 17. gardový střelecký sbor. Jediným místem k ústupu se stalo údolí Váhu, protože v březnu a počátkem dubna Sověti postupovali jižním Slovenskem a 4. dubna osvobodili Bratislavu.
Ústup německých a maďarských jednotek pokračoval za trvání neustálých ústupových bojů celý duben. Bránící vojska přitom využívala výhody terénu v hlubokém údolí Váhu. 4. dubna byl osvobozen Ružomberok, 11. dubna Martin a 30. dubna Žilina. Poté čs. vojáci pronásledovali německé jednotky na Moravu, které se tam stáhly z důvodu hrozícího obklíčení v důsledku výsledku Ostravské operace. Na území Moravy svedla vojska 1. čs. armádního sboru poslední významný boj - bitvu o Břest.